# Knut Fleckenstein
Knut Fleckenstein (Bad Nauheim, 20 dicembre 1953) è un politico tedesco ex europarlamentare.
È membro del Partito Socialdemocratico di Germania, parte del Partito del Socialismo Europeo. È stato eletto al Parlamento europeo nel 2009, prima di dirigere la Federazione samaritana dei lavoratori di Amburgo. Da maggio 2020 è consigliere ufficiale del presidente del parlamento albanese Gramoz Ruçi.

## Carriera
Tra il 2009 e il 2014 Fleckenstein è stato membro della Commissione per i trasporti e il turismo del Parlamento europeo. Dal 2014 è stato membro della Commissione per gli affari esteri del Parlamento europeo. Inoltre dal 2009 è stato membro della delegazione della Commissione di cooperazione parlamentare UE-Russia. È stato relatore del Parlamento sull'accesso al mercato dei servizi portuali e sulla trasparenza finanziaria. Oltre ai suoi incarichi in commissione, Fleckenstein è stato membro dell'Intergruppo per il benessere e la tutela degli animali del Parlamento europeo.
All'interno del gruppo parlamentare dell'Alleanza Progressista dei Socialisti e dei Democratici Fleckenstein ha ricoperto la carica di vicepresidente responsabile per la politica estera, i diritti umani, il commercio e lo sviluppo. In qualità di vicepresidente Fleckenstein ha chiesto nell'agosto 2015 una "nuova iniziativa per il dialogo politico in Europa" dopo l'annessione della Crimea da parte della Russia e la rimozione "dalle liste di sanzioni sia della Russia che degli Stati membri dell'Unione Europea e del Parlamento Europeo". Il suo appello si è rivolto anche alla lista di sanzioni dell'UE, che ha imposto il divieto di rilascio del visto e il congelamento dei beni a 151 persone in Russia, tra cui decine di membri della camera bassa del parlamento russo.

### Altre attività
- Membro del Consiglio di amministrazione dell'European Endowment for Democracy[7]
- Presidente del Consiglio di Sorveglianza dell'Ernst Deutsch Theater
- Membro del Consiglio di fondazione dell'Europa-Kolleg Hamburg
- Membro del Consiglio di fondazione dell'Hamburgische Regenbogenstiftung[8]
- Presidente del consiglio di amministrazione del BERTINI Award dal 2007
- President del Samaritan International